# Zvonařka (Vinohrady)

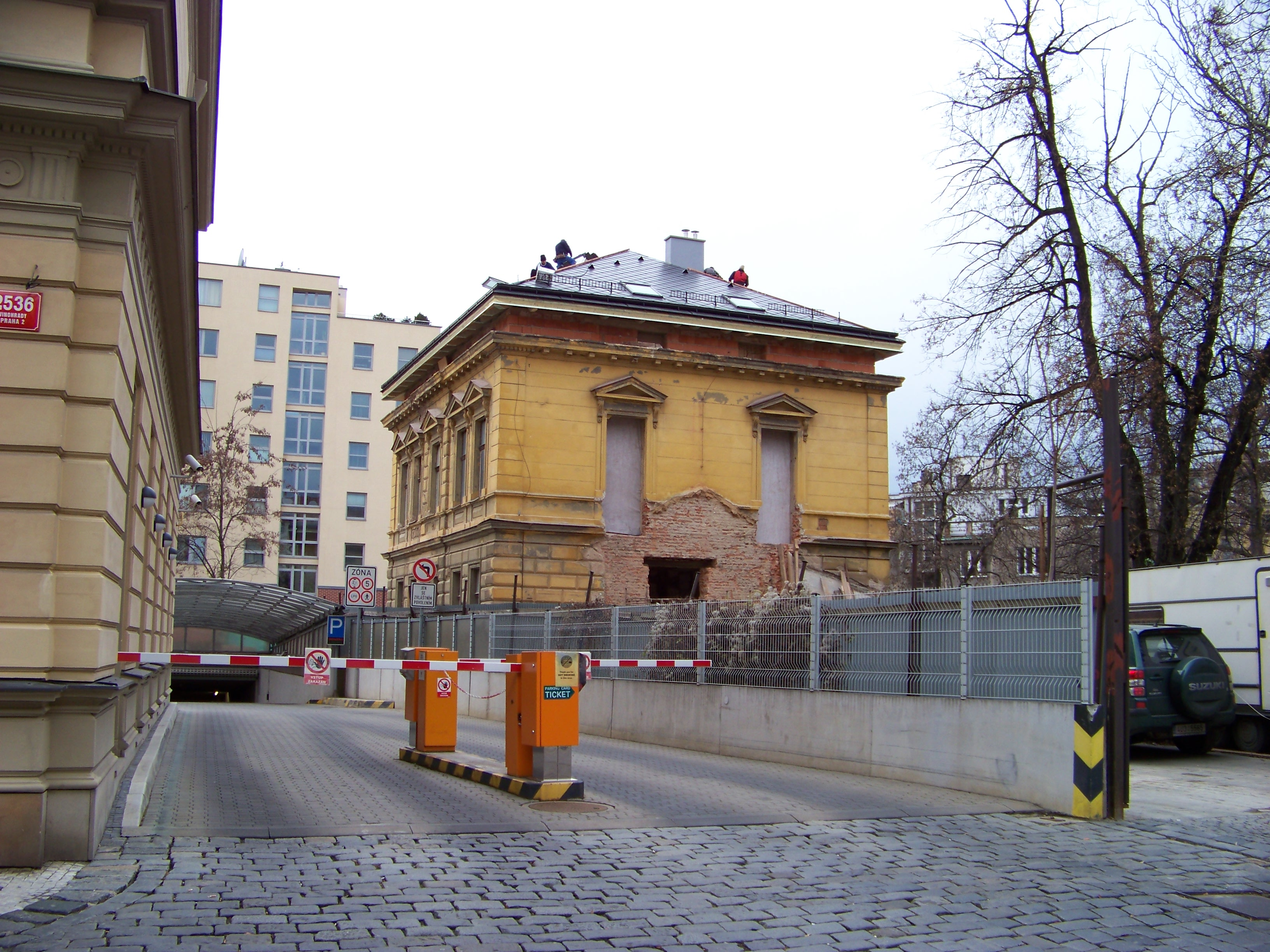
U Zvonařky 3, Praha-Vinohrady

Zvonařka je místní název části Vinohrad v Praze 2 pojmenované po zaniklé vinici a usedlosti, která se nacházela na Královských Vinohradech (dnes Praha 2–Vinohrady), na ostrohu nad Nuslemi s potokem Botičem a zářezem ulice Bělehradské (dříve Linecké) a svahu přilehlém k supermarketu Billa. Bývalou usedlost dnes připomíná pomístní název Zvonařka, názvy ulic U Zvonařky a Pod Zvonařkou, a název konečné zastávky a obratiště tramvají. Konečnou zastávku Zvonařka v pravidelném provozu využívá retrolinka 23.

## Vozovna a tramvajový provoz

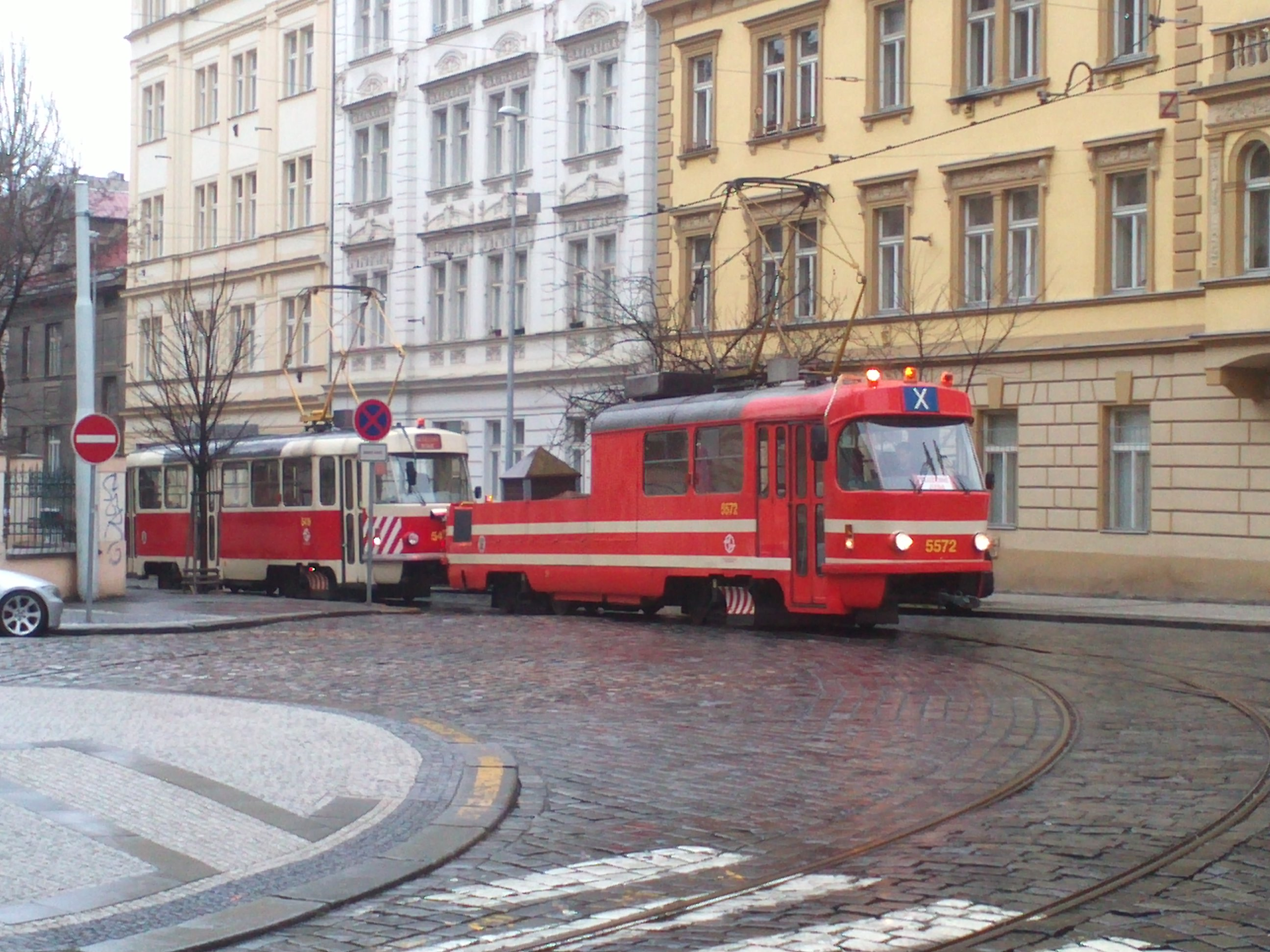
Tažná tramvaj na obratišti Zvonařka

20. května 1884, zároveň s tratí Můstek – Královské Vinohrady, byla v sousedství Zvonařky uvedena do provozu vozovna koňky, označovaná názvem Zvonařka. Byla tvořena halou s dvěma kolejemi a stájemi pro 160 koní. Roku 1900 byl přilehlý úsek trati k hornímu konci Nuselských schodů elektrifikován. Z provozu byla vozovna oficiálně vyřazena po zahájení provozu nové vozovny elektrických drah v Karlíně v roce 1900, její kolejiště je však statisticky vykazováno ještě v roce 1903. 9. září 1904 byl zrušen úsek trati nad Nuselské schody a v Šafaříkově ulici byla ponechána pouze kusá kolej o délce asi 100 metrů pro odstavování vlečných vozů. 19. prosince 1904 byl pozemek s vozovnou prodán továrníkovi O. Skřivanovi, který nechal objekty vozovny zbourat a na pozemku vystavěl nové domy.
29. června 1967 bylo na křižovatce ulic Šafaříkova, U Zvonařky a Záhřebská otevřeno nově vybudované obratiště tvořené vratným trojúhelníkem, dnes již poslední obratiště tohoto typu v Praze. Bylo zamýšleno k používání pouze při výlukách, zastávky nesou název Zvonařka. Vzhledem k tomu, že trať byla bez pravidelného provozu, však velmi často řidiči osobních aut nerespektovali zákaz stání na kolejových kolejí a to znemožňovalo operativní využití tohoto obratiště.
Od roku 2017 (s přerušením v letech 2020 až 2022 kvůli pandemii covidu-19) je tento tramvajový triangl v pravidelném provozu: končí zde nostalgická linka 23 obsluhovaná výhradně vozy Tatra T. Stále se také používá v případě výluk.

## Chmelova továrna na šunku a uzenářské zboží
V roce 1889 zakoupili pozemky usedlosti Zvonařka manželé Antonín a Josefa Chmelovi a vybudovali zde roku 1894 technicky moderní špičkově vybavenou továrnu, do které přestěhovali svůj podnik na zpracování uzenin. Na místě zbouraných budov postavili v letech 1896–1898 nový reprezentativní obytný dům čp. 65 (dnešní hotel Le Palais, U Zvonařky 65/1, původně ul. Čelakovského), který je tvořen dvojicí třípatrových činžovních domů spojených jednopatrovým křídlem, přičemž jižní křídlo doplňuje nárožní věž kruhového půdorysu (válcový arkýř s věžičkou). Zpracovatelský provoz zahrnoval dílny a rozsáhlé udírny, chladírny a sklady. Výrobní kapacita byla až 5 metrických centů masa za hodinu, udírna měla kapacitu 10 tun masného zboží, sklady byly ve dvoupatrových sklepích. Osvětlení bylo od počátku elektrické, chladicí a výrobní stroje i dynamo pro výrobu elektřiny poháněl parní stroj o síle 50 koní. Stavbu provedl dle vlastních plánů stavitel Josef Martin, strojní vybavení dodala smíchovská továrna Ringhoffer. V činžovním domě č. 65 strávil poslední roky svého života malíř Luděk Marold. Továrna se proslavila zejména výrobou Pražské šunky, kterou rozvážela po celém světě, mimo jiné byla dvorním dodavatelem pro rakouské, bavorské a rumunské panovnické dvory. Roku 1899 zakladatel zemřel, výroba však pokračovala nepřetržitě dál. Koncem 20. let 20. století akciová společnost zaměstnávala na 206 dělníků a 30 úředníků a v Praze měla na 10 filiálních závodů a prodejen. Roku 1950 byl podnik znárodněn a přeměněn na Státní masný průmysl Zvonařka. Vyráběly se zde salámy, špekáčky, tlačenky, játrovky a další výrobky, avšak areál byl zanedbáván a chátral a technologie stárla.
Státní masný průmysl v 70. až 80. letech otevřel nové provozy v Písnici a Čakovicích na okraji Prahy. Kouř, zápach, hluk z expedice a častý provoz dodávkových a nákladních aut se stal na Zvonařce předmětem protestů místních obyvatel. Roku 1983 byl provoz uzavřen. Po skončení výroby areál značně chátral.

## Hotel a obytný komplex

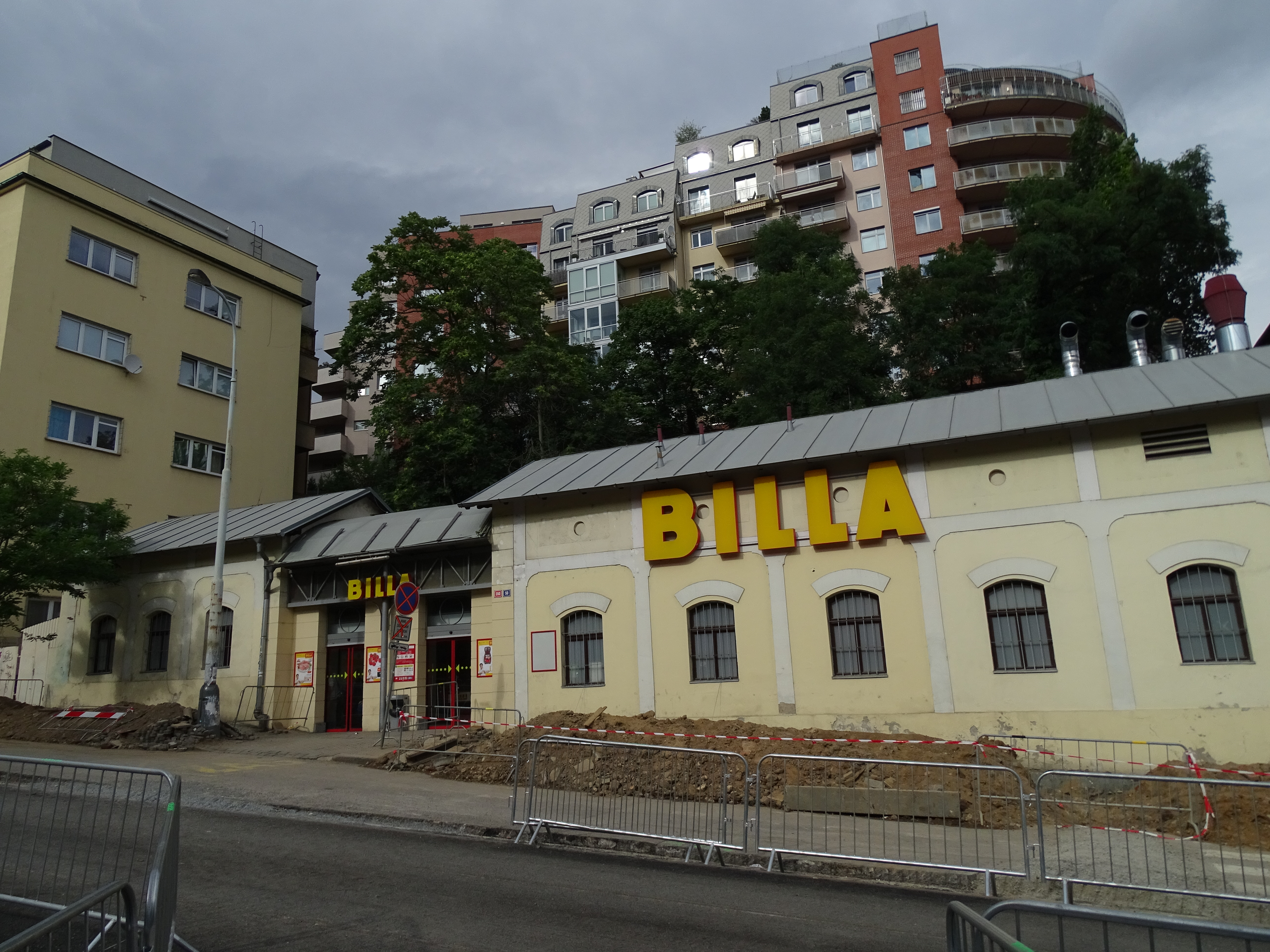
Obytný komplex na místně původní usedlosti (pohled z Bělehradské od nákupního centra Billa)

Po sametové revoluci v roce 1989 byl objekt koupen soukromým investorem. V 90. letech se majitelem celého komplexu stala firma UBM Bohemia. Ta rozhodla o rekonstrukci památkově chráněného obytného objektu a na místě bývalých provozních objektů chtěla postavit rezidenční a administrativní centrum. Proti tomu se zvedla vlna odporu, která však investora neodradila. V roce 1997 byly zahájeny demoliční práce bývalých výrobních provozů, na kterých se podílel unikátní bagr s ramenem dlouhým 27 metrů.
V památkově chráněné obytné budově byly zrekonstruovány byty s freskami, které jsou pravděpodobně dílem zdejšího obyvatele, malíře Luďka Marolda, a budova byla přeměněna na pětihvězdičkový hotel Le Palais. Na místě zbouraných provozních budov vznikl komplex obytných budov Rezidence Zvonařka. Tvoří ji sedm rozsáhlých zděných bytových objektů s dvoupodlažními garážemi a železobetonovými suterény. Vstupní prostory v přízemí jsou opatřeny obklady z přírodního kamene. Byty jsou tu s vysokým standardem, od garsonek až po mezonetové. Jihozápadní orientace zaručuje bytům celodenní proslunění a daleké výhledy přes Nuselské údolí. Součástí komplexu je i krytý plavecký bazén a relaxační centrum. Vstup do garáží i celého areálu je kontrolovaný. Na fasádě budovy však dosud zůstal znak Chmelova řeznictví a součástí vnitřní výzdoby je obraz Antonína Chmela.
Na hraně terasy bývalé zahrady pod objektem zůstal polygonální zděný altán se stanovou střechou a s klenutým schodištěm uvnitř.
13. listopadu 2002 byl hotel s altánem (bez zahrady) prohlášen za kulturní památku, která je evidována pod rejstříkovým číslem 52165/1-2322. Památkový katalog popisuje památkovou hodnotu takto: „Vynikající příklad representačního obytného objektu na pohledově i urbanisticky exponovaném místě, doplněný slohově jednotnou bývalou provozní budovou. Velmi cenné je dochované vybavení interiéru, které má vysokou umělecko řemeslnou hodnotu.“
Od roku 1993 je celá širší oblast chráněna jako městská památková zóna Vinohrady, Žižkov, Vršovice.

## Galerie

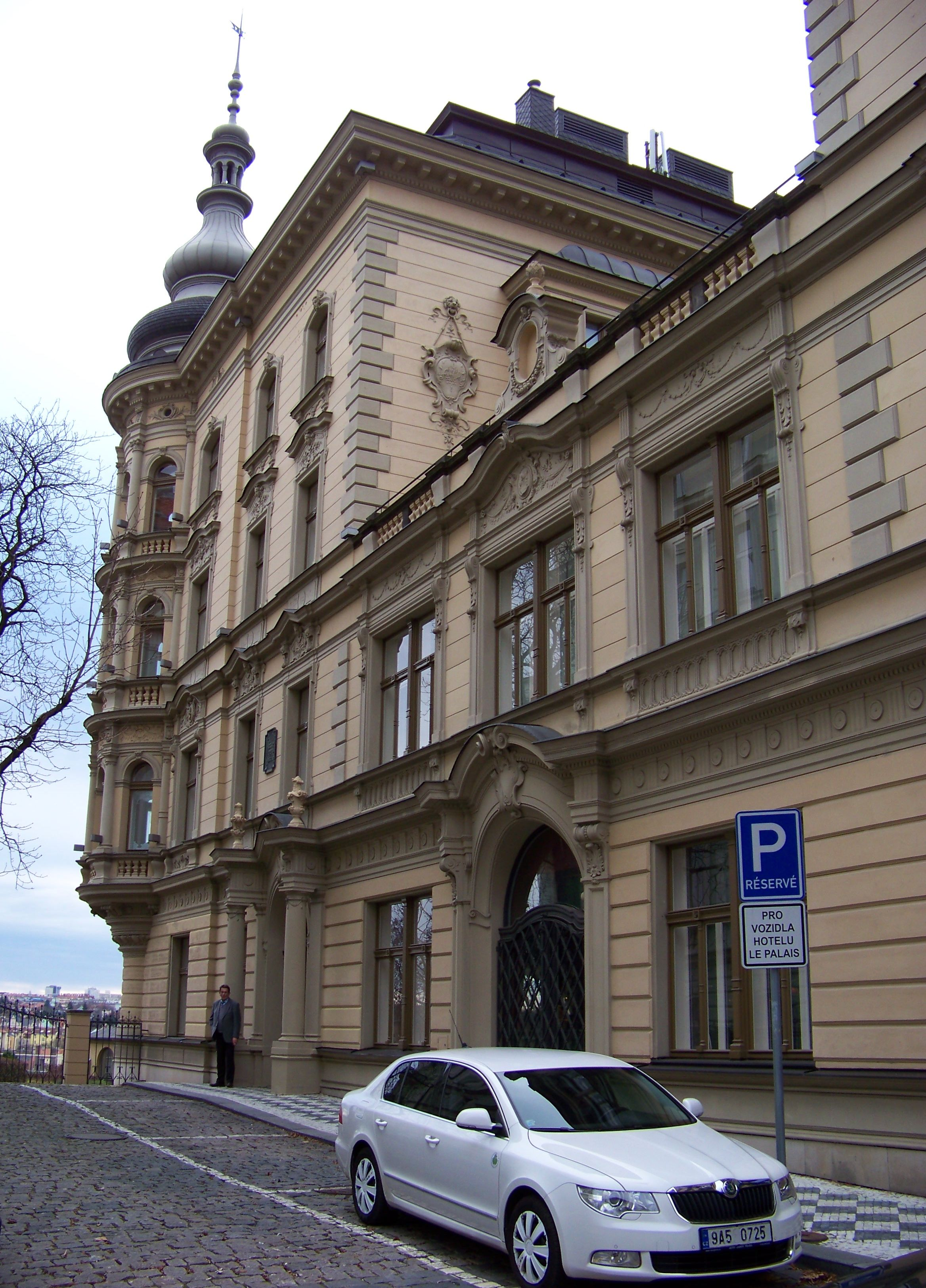
Hotel Le Palais
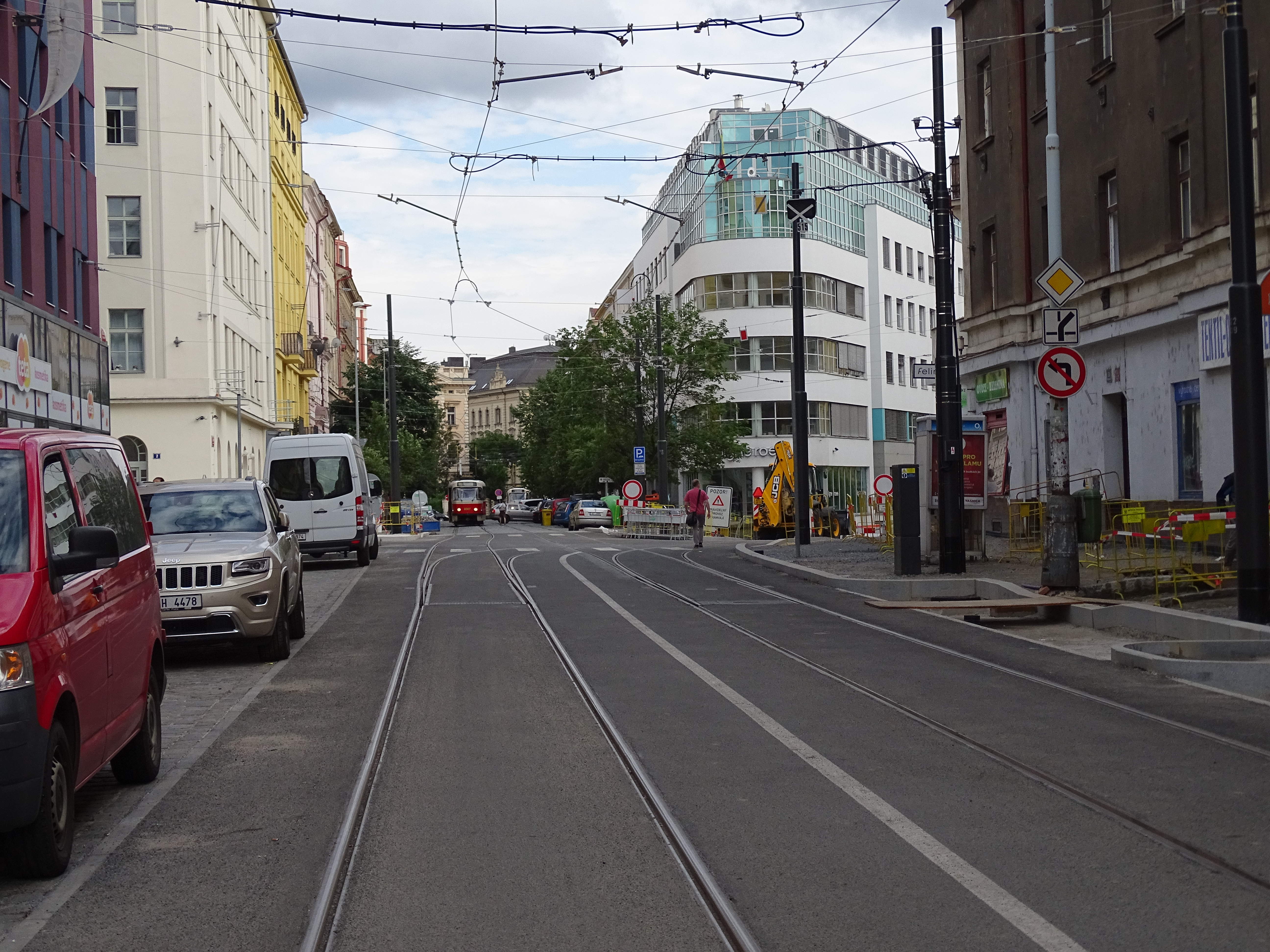
Pohled ke Zvonařce ze zastávky Bruselská
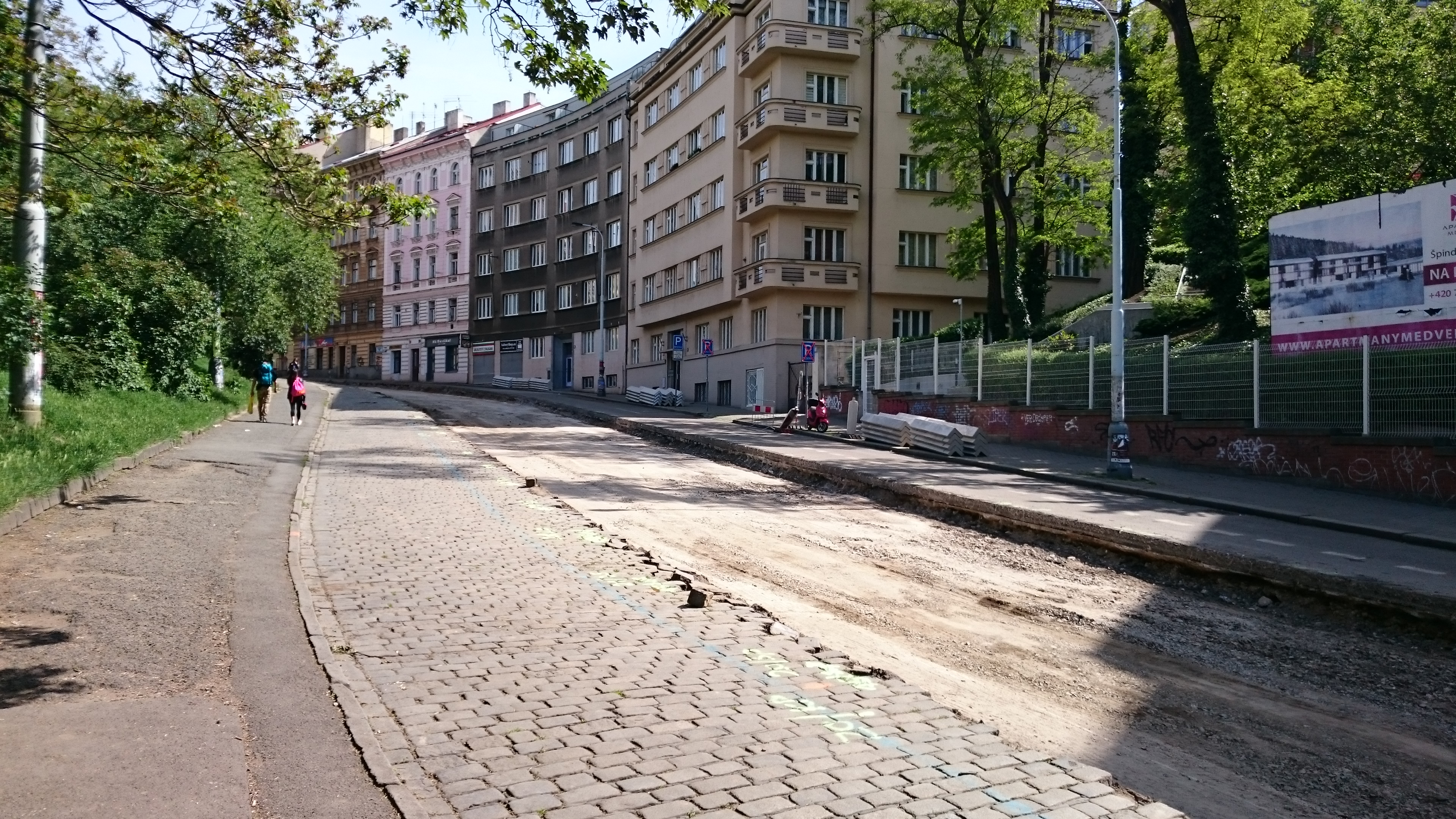
Svah pod Zvonařkou (vpravo)